# Chaloempat Ploywanrattana
Chaloempat Ploywanrattana (thailändisch เฉลิมภัทร์ พลอยแหวนรัตนา, * 6. Juni 1999), auch als Win bekannt, ist ein thailändischer Fußballspieler.

## Karriere
Chaloempat Ploywanrattana steht seit seiner Jugend beim thailändischen Erstligisten Muangthong United in Pak Kret, einem nördlichen Vorort der Hauptstadt Bangkok, unter Vertrag. Die Saison 2018 wurde der Torwart an den Bangkok FC ausgeliehen. Mit dem Verein spielte er in der dritten Liga, der Thai League 3, in der Upper Region. 2019 kehrte er nach der Ausleihe wieder zu Muangthong zurück. Von Anfang 2020 bis Mitte 2020 wurde er an den ebenfalls in der dritten Liga spielenden Ayutthaya FC nach Ayutthaya ausgeliehen. Am 1. Juli 2020 unterschrieb er einen Leihvertrag beim Zweitligisten Udon Thani FC. Mit dem Verein aus Udon Thani spielte er in der zweiten Liga, der Thai League 2. Sein Zweitligadebüt gab er am 13. September 2020 im Heimspiel gegen den Khon Kaen FC. Hier bestritt er bis zum Saisonende elf Zweitligaspiele. Am 1. Juni 2021 kehrte er nach der Ausleihe zu Muangthong zurück. Zur Rückrunde 2021/22 wechselte er wieder auf Leihbasis zum Zweitligisten Ayutthaya United FC. Für Ayutthaya stand er sechsmal zwischen den Pfosten. Nachdem er nach der Ausleihe wieder zu SCG zurückgekehrt war, wechselte er zur Hinrunde 2022/23 auf Leihbasis zum Drittligisten Koh Kwang FC. Mit dem Verein aus Chanthaburi spielte er zweimal in der Eastern Region der Liga. Nach Vertragsende bei SCG wechselte er im Dezember 2022 ablösefrei zum Erstligisten Khon Kaen United FC. Für den Verein aus Khon Kaen kam er in der Liga nicht zum Einsatz. Im Sommer 2024 wurde sein Vertrag bei dem Erstligisten nicht verlängert. Mitte Juli 2024 wurde er vom Zweitligisten Chanthaburi FC unter Vertrag genommen.